# Geografia municipiului Bălți
Municipiului Bălți se află în mijlocul stepei Bălțului, la limita de sud a câmpiei Bălțului. Suprafața totală a teritoriului municipiului Bălți este de 7800,5696 ha, inclusiv: orașul Bălți - 4142,9996 ha; satul Elizaveta - 2677,02 ha; și satul Sadovoe - 980,55 ha.

## Relief
Municipiul Bălți este amplasat la limita sudică a câmpiei ondulată a Bălțului. Formele de relief existente în trecut au fost supuse unei nivelări puternice printr-o eroziune îndelungată. Formarea reliefului a fost influențată rețeaua hidrografică, alcătuită din râurile Răut și Răuțel și câteva pâraie. Geneza relieful actual a început să se contureze cu 3 mln. ani în urmă. Cel mai înalt punct de află la vest de cartierul Dacia, pe locul unei Stații de pompare a apei și constituie 200, 5 m. Relieful din zona orașului Bălți, este sub forma unei câmpii deluros. Prin mijlocul municipiului trece pieziș de la NE către SE, o culme înaltă (200-300 m) și strâmtă (4-8 km) care desparte bazinul Prutului de al Răutului. Înăuntrul acestor două bazine, numeroase culmi pre-lungi și mai rotunjite se ramifică, lăsându-se în trepte, printre afluenții celor două ape. De aici, aspectul vălurat al reliefului acestui oraș a cărui unitate teritorială, imperfectă, constă în faptul că închide între granițele sale obârșiile celei mai întinse părți din văile Basarabiei de Nord. Relieful este ondulat cu versanții de dreapta domoli, cu înclinația de 5-10 grade în direcția sud-estică. Lățimea văii Răutului este de până la 2 km, versanții de dreapta sunt abrupți până la 60-90 m. În centrul geografic al orașului valea râului formează un „amfiteatru” natural. Versanții de dreapta ai râului Răuțel sunt mai abrupți cu altitudinea de 150 m și întretăiați de 2 pâraie. Aici altitudinea maximă ajunge la 155,6 m (Bălții Noi), 161,5 m (Țigănia) și 165,4 m („Casa veteranilor”).
În prezent relieful este supus unor procese exogene de modelare ca alunecările de teren. Procese vechi de alunecări se manifestă pe partea inferioară a versantului r. Răut în preajma cartierului Soroca. Alte zone afectate de alunecări, mai noi, sunt în perimetrul străzilor Ceahlău–9 ianuarie–Stradela de Sus (Țigănia) și Arhanghel Mihail–Cupcea–Koșevoi (Bălții Noi).
Alunecările din Țigănia ocupă un teren cu lățimea 250 m și lungimea 160 m, au apărut până în 1978 și au distrus cea mai mare partea a caselor din strada Ceahlăului. Cartierul Bălții Noi este afectata de două zone supuse alunecărilor. Prima s-a format în nordul cartierului fiind generată de surparea tălpii versantului de apele lacului orășenesc. Alunecarea care se dezvoltă în zona străzilor Arhanghel Mihail–Cupcea–Koșevoi–stradela Babinskii a apărut în anii 1995-96 și în 1998 focarul avea lățimea 350 m, lungimea 250 m. Cea de-a doua zonă se află la vestul cartierului, pe locul fâșiei forestiere. Alunecările au fost provocate de însăși configurația versantului, de ridicarea nivelului apelor freatice pe coastă ca rezultat al acțiunilor tehnogene (irigarea grădinilor, scurgeri din conductele de ape, densitatea construcțiilor, etc.) și infiltrația înaltă a precipitațiilor care sporesc forțele hidrostatice și hidrodinamice, ce dereglează echilibrul rocilor, conduce la pierderea rezistenței a pantei.
De asemenea, în anii 1980 în zona străzilor Rediului–Sălcâmilor (Berestecico) a apărut surpare cu lățimea 800 m și lungimea 300 m.

## Geologie
La baza teritoriului stă Platforma Moldovenească care se află la marginea de sud-vest a Platformei Europei de Est. Platforma este alcătuită din fundament cristalin acoperit cu o cuvertură de roci sedimentare. În regiunea municipiului Bălți, fundamentul de află la adâncimea de 700 - 800 metri, deci și statul sedimentar are aceeași grosime. În componența fundamentul cristalin intră roci magmatice și metamorfice: granit, gnais, șisturi cristaline, gabronorite de vârstă arhaică și proterozoică. Stratul sedimentar este reprezentate de argile, nisipuri, calcare, marne, care constituie depozite de diferite vârstă. Rocile de suprafață sunt reprezentate preponderent de depozitele cuaternare loessoide. Aceste roci sunt martori ai erelor și proceselor geologice desfășurate pe teritoriul municipiului.
În atlase geografice teritoriul orașului este intersectat de falia tectonică Răuțel, care se întindea prin cursul râului omonim și prin cursul Răutului până la Florești. Determinarea faliei a fost efectuată în urma cercetărilor propagării undelor seismice a cutremurului din 1940. Ulterior, a fost elaborată harta neotectonică a spațiului pruto-nistrean și s-a determinat amplitudinea deplasării pe verticală a blocurilor, egală cu 80-100 m (blocul de sud fiind mai ridicat). Aceasta ar explica întorsătura Răutului spre est, până la Bălți curgând în direcția sud-est. Însă, ultimile studii demonstrează absența vreunii rupturi tectonice în scoarță, atât la nord de linia Răuțel-Răut cât și la sud depozitele siluriene, cretacice și saramațiene au aceeași înclinație spre sud, de 1-1,5 m la distanța de 1 km.
Condițiile seismice ale teritoriului sunt determinate de focarul Vrancea situat la o distanță de aproximativ 250 km de oraș. După regionarea seismică a Moldovei, Bălțiul se află în zona cu intensitatea maximă posibilă de 7 grade, frecvența cutremurelor de această magnitudine este 1 la 15 ani.

## Sol
În municipiul Bălți predomină cernoziomurile tipice moderat humifere, formate pe argile și luturi argiloase. Vegetația ierboasă foarte bogată și variabilă a contribuit la formarea unui strat profund de sol bine structurat și humificat. Pe luturile loessoide cuaternare s-au format cernoziomuri tipice slab humifere. Prezența aproape de suprafață a apelor freatice a condiționat formarea clasei de soluri hidromorfe (cernoziomoide), iar prezența în rocile parentale și apele freatice a sărurilor solubile contribuie la formarea solurilor halomorfe. Solonețurile sunt răspândite în nordul municipiului, iar solonceacurile se întâlnesc în lunca Răutului în apropiere de Elizaveta. Proprietățile și componența substanțială a acestor soluri sunt nefavorabile pentru plantele agricole, ele se deosebesc prin productivitatea redusă sau nulă.

## Hidrografie

### Ape curgătoare
Apele curgătoare sunt reprezentate prin râuri, pâraie și izvoare. Teritoriul orașului este traversat de 2 râuri: Răut și afluentul său de dreapta - Răuțel - lungimea totală pe teritoriul Bălțiului cursuri fiind de 17 km. 
De asemenea, există 6 pâraie - 4 afluenți ai Răuțelului și 2 ai Răutului (inclusiv Flămânda - unicul pârâu cu denumire). Pâraiele se caracterizează prin viteza mare de curgere, până la 5 m/s și debit redus. Debitul crește doar în timpul ploilor și topirii zăpezilor. În sezonul arid albia acestora seacă complet. Sursa principală de apă constituie izvoarele și precipitațiile atmosferice.
Răut
Primăvara în lunile martie-aprilie, topirea zăpezilor din bazinele râurilor produce ridicarea nivelului de ape în râuri. De asemenea și în perioada caldă a anului, ploile torențiale contribuie la formarea viiturilor pluviale. Debitul maxim instantaneu ale apelor mari de primăvară a fost de 35,8 m3/s înregistrat în 1980, iar debitul maxim a viiturilor pluviale de 59,4 m3/s s-a înregistrat în 1984. La finele lunii martie din 1969, precipitațiile abundente au cauzat ridicarea nivelului apei în Răut cu 4,5 m și a inundat unele zone locative. Ca rezultat 120 de familii au rămas fără casă.
Pentru a stopa inundațiile sezoniere malurile ambelor râuri au fost îndiguite.
Râul Răuțel traversează teritoriul mun. Bălți pe o lungime de 8.9 km.

### Lacuri

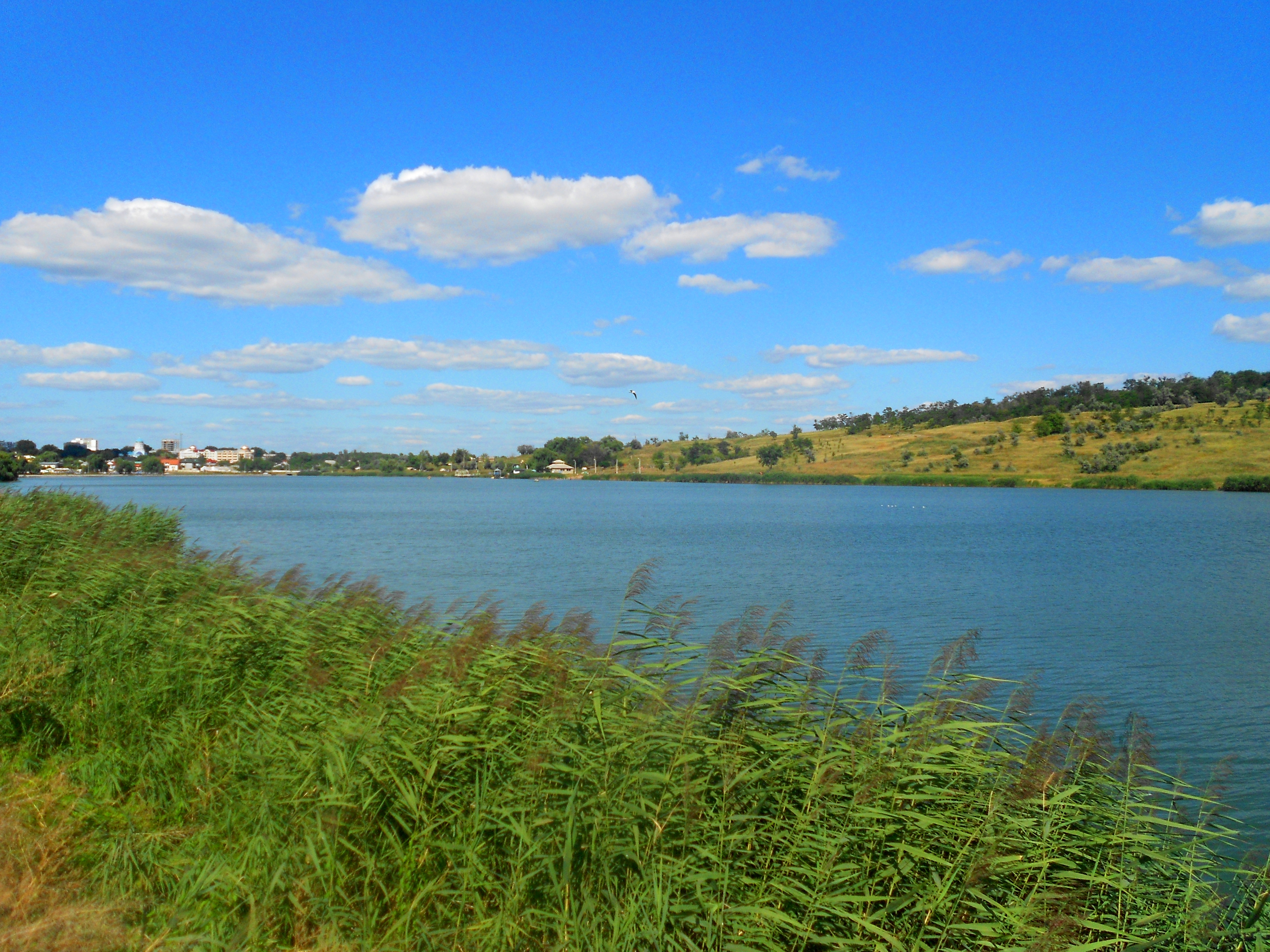
Lacul orășenesc

În limitele administrative ale orașului sunt 4 bazine artificiale acvatice. 
- Lacul orășenesc a fost construit în 1967 în cursul râului Răuțel, având o suprafață de 39.700 m2, adâncime de 5,4 m volumul maxim de apă - 1.280.000 m3, malurile sunt aranjate cu beton doar pe o porțiune foarte mică. În 1985 în urma examinară s-a constatat că volumul de apă este de 1,04 mln m3, volumul depozitelor  - 0,24 (0,03 anual) și înnămolirea - 18,7%.[12]
- Lacul Tineretului (Komsomolist) are o suprafață de 7.000 m2, adâncimea de 4,8 m și volumul de apă - 360.000 m3, malurile nu sunt amenajate (cu excepția barajului);
- Lacul societății vânătorilor și pescarilor suprafața - 30.000 m2, adâncimea - 4,4 m, volumul de apă - 850.000 m3, peste jumătate din lungimea malurilor este amenajată;
- Canalul de canotaj (caiac-canoe) are o suprafață de 120.000 m2, adâncimea de 2,8 m, volumul de apă - 262.000 m3.

### Ape subterane
zăcămintele apelor minerale naturale (Izvoraș)

## Clima
Fondul radioactiv în Bălți este stabil și nu prezintă pericol pentru mediu și populație. În primăvara lui 2011, a fost publicat un studiu cu privire la starea radioactivității în Moldova care a stabilit că în Bălți valoarea debitului dozei ambientale a radiației-gama a constituit 0,19 μSv/h (limita de avertizare este de 0,25 μSv/h).
Cele mai mici valori ale temperaturii au fost înregistrate în 2012 (-32,0°C), 1954 (-32,1°C) și cea mai scăzută, inclusiv și pentru tot teritoriul Moldovei, la 20 ianuarie 1963 când mercurul din termometre a coborât până la -35,4°C.. Temperaturi maxime s-au semnalat în 1998 (36,7°C).
În perioada rece, predominarea vremii ciclonale și de pătrunderea maselor de aer cald și umed determină apariția depunerilor de gheață (polei, chiciură), a moinelor și cețurilor. Frecvența medie a zilelor cu polei este de 3-7 zile/an, maximul a fost semnalat în iarna anilor 1968-1969, când din noiembrie până aprilie s-au înregistrat 30 de zile cu polei, și în anul 2000. În sezonul rece din 1954-55 s-au înregistrat maximul de 14 zile cu chiciură.
Primele înghețuri (răcirea stratului de aer de lângă sol sub 0°C în perioada de vegetație) apar în prima decadă a lunii octombrie. Însă în unii ani pot apărea mai devreme, de exemplu, în 1952 primul îngheț s-a înregistrat la 17 septembrie. Prezența înghețul poate produce și brumă,  caracterizează prin formarea unui strat subțire de gheață lucioasă pe obiectele din apropiere solului.

## Flora

### Vegetația din perimetrul urban
Pe marginea străzilor și în parcuri se întâlnesc platani (răspândită este specia Platanus acerifolia).

### Vegetația de pădure și pajiști
La nordul municipiul în anii 1949-1950 a fost plantat „Sistemul de perdele forestiere de protecție Bălți” pe un teren de 15 ha și constituit din 13 perdele forestiere de stejar pedunculat (Quercus robur), în care se găsesc și alte specii: paltinul de munte (Acer pseudoplatanus), paltinul de câmp (Acer platanoides), arțarul tătăresc (Acer tataricum), salcâmul (Robinia pseudacacia) și arțarul american (Acer negundo). Etajul arbuștilor este reprezentat de caragana moale (Caragana mollis), lemnul câinesc (Ligustrum vulgare), sângerul (Swida sanguinea), soc (Sambucus nigra), măceș (Rosa canina), păducelul (Crataegus monogyna), porumbrelul (Prunus spinosa) ș.a.
În fâșiile silvice se găsește Muscăriță (Muscari neglectum)
Vegetația ierboasă
Vegetația etajul inferior constituie asociațiile de mezoxerofite, xeromezofite cu predominarea plantelor ierboase xerofite perene, adaptate la condiții de semiariditate. Ca familii predomină gramineele, ciperaceele, fabaceele.
Ierbaceele din familia linaceelor sunt reprezentate de: in galben (Linum flavum) in linearifoliu (Linum linearifolium), ineață (Linum perenne) , genul Tragopogon din asteracee - bărbiță podoleană (Tragopogon podolicus), bărbiță deșerticolă (Tragopogon desertorum)
De asemena covorul vegetal este alcătuit din Grindelia squarrosa, Bromus japonicus, Polygonum aviculare, Cardaria draba, Capsella bursapastoris, Sisymbrium officinale, Lepidium ruderale, Polygonum aviculare, Artemisia absinthium, Cynodon dactylon, Plantago major, Coronilla varia, Lotus corniculatus, Daucus carora, Achillea pannonica.
Vegetația de luncă este formate din comunități de plante ierboase, preponderent mezofite.
Multe specii străine invazive (majoritatea de origine americană) Grindelia squarrosa, Ambrosia artimisiifolia, Xanthium albinum, Abutilon theophrasti) s-au naturalizat intrând în componența fitocenozelor seminaturale, dezlocuind uneori speciile locale.

### Vegetația palustră și acvatică
Biomasa fitoplanctonului în Răut la Bălți constituie 2,38 g/m3, este alcătuită din Cyanophyta (1 specie), Bacillariophyta - Navicula cuspidata, Nitzschia palea, Cyclotella meneghiniana (15 specii), Euglenophyta - Trachelomonas hispida (4 specii), Volvocophyceae (1 specie) și Chlorococcophyceae - Scenedesmus quadricauda, Monoraphidium contortum, Crucigenia tetrapedia (11 specii). Starea microbiologică a râului Răut la izvor este satisfăcătoare, cantitatea totală a bacteriilor heterotrofe variază în limitele admisibile (0,3 – 0,6 mln. cel/ml.), în aval de orașul Bălți bacterioplanctonul sporește de 7-10 ori. 

## Grădina Botanică
Pentru înființarea Grădinii Botanice din Bălți au fost delimitat un teren de 22 ha în jurul lacului Ivanescu, administrat de ICCC „Selecția”, lucrările de proiectare și amenajare fiind începute în 2004. Idea de fondare a grădinii Botanice din Bălți și Cahul aparține prof. univ., dr. acad. Alexandru Ciubotaru Grădina se află în valea unui râuleț în cursul căruia s-au construit 4 lacuri de acumulare. Pe lângă administrația locală, în proiect sunt implicate Institutul de Cercetări pentru Culturile de Câmp „Selecția” și Universitatea de Stat „Alecu Russo” din Bălți.  În 2020, Dr. Ungureanu Iurie, profesor de chimie al Liceului Teoretic „ B. P. Hasdeu” și Liceului Teoretic „M. Gorki” din Bălți și Dr. Burducea Marian, cercetător la Stațiunea de Cercetare Dezvoltare pentru Acvacultură și Ecologie Acvatica Iași a  Universității „Alexandru Ioan Cuza” din Iași preiau inițiativa de a deschide o grădină botanică, întrucât oportunitatea înființării acesteia în municipiului Bălți a apărut din nevoia de a proteja natura și spațiul verde, atât de importante pentru sănătatea cetățenilor.
Misiunea Grădinii Botanice Bălți este de conservare a plantelor și habitatelor și de promovare a educației și culturii. Totodată, grădina botanică a fi un spațiu destinat recreerii și promenadelor. Grădina Botanică va fi un ambasador al Municipiului Bălti ce va contribui la promovarea turistică la nivel național și internațional. 

### Harta vegetației
Cercetările pe parcursul perioadei de vegetație a anilor 2004-2005 au fost evidențiate 4 tipuri de vegetația: acvatică, palustră, de luncă, forestieră, antropogenă și perdele forestiere. În total ai fost identificate 106 specii ierboase, 8 specii de arbuști, și 25 de specii de arbori, dintre care două specii de plante rare - mălin (Padus avium) și berbenoc (Vinca minor).
Vegetația acvatică și palustră este reprezentată prin stuf (Phargmites australis) papură (Thypha angustifolia, Th. latifolia), mana de apă (Glyceria maxima, G. plicata), lintiță (Lemna trisulca), trestie (Phramites australis), rogoz (Carex riparia, C. versicaria), piprig (Bolboschoemus maritimus), țipirig (Scirpus tabernaemontani). Prin stufărișa au fost înregistrate specii macrofite ca: cervana (Lycospus exaltatus), coada vulpii (Alopecurus geniculatus), zărna roșie (Solanium tulcamara), susaiul de baltă (Spnchus palustris) etc.
Vegetația de luncă s-a format în apropiere de malurile lacurilor, aproape toate suprafețele sunt pajiști mezofile cu specia dominantă zizania (Lolium perene). Sunt răspândite și speciile: coada șorecelui (Achillea millefolium), trifoi roșu (Trifolium pratense), crânceș (Geum urbanum), stevie (Rumex patientia), crețișoară (Alchemilla vulgaris), scvamariță (Lepidium ruderale), cicoare (Cichorium intybus), trestie de câmp (Calamagrostis epigeois), baraboi (Chaerophyllum bulbosum), sulfină albă (Melilotus  albus) etc.
Vegetația forestieră ocupă un teren de circa 4,5 ha (inclusiv perdelele forestiere) este prezentată de suprafețe mici de arboreturi plante pure și mixte. Arboreturile pure sunt alcătuite din salcie (Salix alba), salcâm (Robinia pseudoacacia) sau platan de munte (Acer pseudoplatanus). În arboreturile mixte sunt 3-8 specii, iclusiv cele enumerate mai sus la care se adăugă și alte specii: tei (Tilia cordata), frasin (Fraxinus lanceolatum), mesteacăn (Betula pendula), pin (Pinus nigra), plop (Populus deltoides) stejar pedunculat (Quercus robur) etc.
Vegetația antropogenă  este reprezentată prin plante ruderale, Xanthium strumarium, Artemisisa annua, Elytrigia repens, Cynodon dactylon, Ballota nigra. Unele terenuri au fost ocupate de culturi agricole.

## Fauna

### Fauna acvatică
Ihtiofauna piscicolă a râurilor Răut și Răuțel este compusă din specii ce aparțin complexului limnofil. Din cele 22 de specii care populează în bazinul Răutului, în sectorul orașului Bălți predomină fufa (Leucaspius delineatus), porcușorul (Gobio obtusirostris) și carasul argintiu (Carassius gibelio). În exemplare unitare se întâlnesc osarul (Pungitius platygaster) și moaca de brădiș (Proterorhinus marmoratus).

### Nevertebrate
Unele himenoptere sunt utilizate la reglarea efectivului de buhe și molii (buha verzei, buha fructificațiilor, sfredelitorul porumbului, molia strugurilor, viermele mărului. De exemplu, Trichogramma evanescens parazitează pe ouăle dăunătorilor culturilor de varză, porumb, mazăre, tomate, sfeclă etc.
Dipterele din familia Culicidae sunt reprezentați de speciile Aedes vexans, Ochlerotatus annulipes, Dahliana geniculata, Culex modestus etc.
Arahnofauna este reprezentată în special de păianjeni și acarieni. Printre păianjeni se întâlnesc specii vagabonde și țesători. Cele mai numeroase forme țesătoare sunt păianjenii din familia Lyniphidae (Erigone atra, Linyphia hortensis, Linyphia triangularis, Neriene montana), care țes pânze orizontale, fiind urmați de reprezentanții Parasteatoda lunata, Steatoda bipunctata, Theridion varians, Enoplognatha ovata cu pânze spațiale haotice. Printre țesători se remarcă și păianjenul viespe (Argiope bruennichi), păianjenul de casă (Tegenaria domestica) cu pânze conice din familia Agelenidae și păianjenul cu cruce (Araneus diadematus) din Araneidae cu pânză circulară. De obicei, țesători își țes pânzele printre ierburi, arbuști. 
Formele vagabonde de asemenea sunt variate, diversitate înaltă prezintă familii păianjenilor săritor (Salticidae) (Salticus scenicus, Siticus terebratus, Marpissa muscosa, Evarcha arcuata, Heliophanus cupreus) care vânează prada cu ajutorul săriturilor realizate chiar și de pe suprafețe verticale, asigurându-se inițial cu un fir de mătase. La fel de reprezentativi sunt și păianjenii crab din Thomisidae (Xysticus cristatus, Ozyptila atomaria, Diaea dorsata), păianjenii lupi din Lycosidae (Alopecosa cuneata, Pardosa paludicola, Pardosa palustris, Trochosa ruricola). Aceste familii au câte un reprezentat care pot fi evidențiați - Misunema vatia (Thomosidae) își poate schimba culoarea corpului din alb în galben și invers, iar Lycosa singoriensis (Lycosidae) este cel mai mare păianjen din raza orașului ajungând până la 3,5 cm lungime. Păianjenii enumerați vânează prada din ambuscadă și nu folosesc pânze speciale.
În locuințele umane sunt răspândite așa specii ca: Pholcus phalangioides, Holocnemus pluchei, pânza cărora se acumulează, Dysdera crocata etc.
Se cunosc și specii care habitează în bazine acvatice: Dolomedes fimbriatus - o specie semiacvatică, vânează prada pe suprafața apei și Argyroneta aquatica care duce un mod de viață complet acvatic, construind o cupolă subacvatică din mătase. Ambele specii se întâlnesc în apele lin curgătoare sau stagnante.
În păduri se întâlnesc speciile de pseudoscorpioni Chernes hahnii, Neobisium sylvaticum etc, iar în locuințe și în gospodării - Chelifer cancroides.
Destul de variată este biota solului alcătuită din lumbricide, furnici, enchitreide, elateride, carabide, chilopode, diplopode, gasteropode. Biomasa microbiană (bacterii, actinomicete) în sol pentru stratul 0 – 50 cm constituie 2640,6 – 3406,9 kg/ha (valoarea medie 3087,1 kg/ha).